# Florentino Collantes
Florentino Collantes (Pulilan, 16 oktober 1896 - 15 juli 1951) was een Filipijns dichter.

## Biografie
Florentino Collantes werd geboren op 16 oktober 1896 in de Pulilan in de Filipijnse provincie Bulacan. Hij was een zoon van Toribio Collantes en Manuela Tancioco. Collantes voltooide zijn middelbareschoolopleiding aan de Provincial Highschool in Malolos. Nadien werkte hij twee jaar als onderwijzer voor de jongste klassen van de middelbare school. Nadien werd hij boekhouder en stenograaf en werkte hij voor de Filipijnse overheid.
Collantes begon rond zijn 15e met dichten. Veel van zijn gedichten werden gepubliceerd in de lokale Filipijnse kranten. Collantes was een van de eerste Filipijnse dichters die kritische gedichten publiceerde ten aanzien van de Amerikaanse koloniale bezetters. Hij was als vooroorlogse dichter in het Tagalog belangrijk voor de gebruik van de taal in de literatuur en de ontwikkeling van de Balagtasan, een naar Francisco Balagtas vernoemde dichtende debatvorm. Enkele bekende gedichten van zijn hand zijn: Ang Magsasaka, Pangarap sa Bagong Kasal, Mahalin Ang Atin, Ang Tulisan, At Sara't Balimbing en Ang Labingdalawang Kuba. Zijn meest belangrijke werk was Ang Lumang Simbahang (De oude kerk) uit 1931. Dit verhalende romantische mysterie breidde hij later uit naar een roman. Het verhaal werd later nog omgezet naar een toneelstuk.
Op 4 juli 1950 werd Collantes tijdens een ceromonie die werd bijgewoon door president Elpidio Quirino in het Rizal Memorial Stadium uitgeroepen tot Makata ng Bayan (dichter des vaderland).
Collantes overleed in 1951 op 54-jarige leeftijd. Hij was getrouwd met Sixta Tancioco. Samen kregen ze acht kinderen.